# Христианство в Кабо-Верде
Христианство в Кабо-Верде — крупнейшая религия в стране.
По данным исследовательского центра Pew Research Center в 2010 году в Кабо-Верде проживало 440 тыс. христиан, которые составляли 89,1 % населения этой страны. Энциклопедия «Религии мира» Дж. Г. Мелтона оценивает долю христиан в 2010 году в 95 % (539 тыс. верующих).
Крупнейшим направлением христианства в стране является католицизм. В 2000 году в действовало 219 христианских церквей и мест богослужения, принадлежащих 12 разных христианским деноминациям.
Помимо основного населения Кабо-Верде — креолов, христианами являются большинство представителей народов баланте, фулани и манджак. Христианство также исповедуют живущие в Кабо-Верде португальцы.